# Дозор джунглей
Дозор джунглей (фр. Les as de la jungle) — французский полнометражный компьютерно-анимационный фильм, основанный на мультсериале «Отряд джунглей спешит на помощь». В России мультфильм вышел 7 сентября 2017 года.

## Сюжет
К берегам джунглей направляется айсберг с яйцом пингвина. Тем временем в джунглях команда «Стражей», состоящая из бенгальской тигрицы Наташи, ленивца Тони, яванского носорога Голиафа и хохлатого дикобраза Рикки, всегда занимается спасением всех жителей, в том числе от коалы по имени Игорь. Во время очередной погони Игорю почти удалось сбежать с острова на небольшой лодке, но он столкнулся с айсбергом, который не дал коале покинуть берег. Игорь попытался использовать яйцо (которое доставил айсберг) как «живой щит», но его попытка оказалась неудачной.
Когда Наташа доставила Игоря на маленький остров, он рассказывает ей, что оставил в джунглях взрывающиеся грибы, которые в этот момент уже начинают взрываться. Наташа сразу туда спешит, чтобы вместе со «Стражами» всех спасти. В ходе пожара в джунглях, Рикки, ради спасения остальных, жертвует собой.
Наташа понимает, что деятельность «Стражей» привела к смерти друга, и вместе с Голиафом и Тони упраздняет команду. Голиаф, посчитавший себя ненужным после распада команды, уходит. Вскоре из того самого яйца, прибывшего на айсберге и спасённого Рикки в ходе пожара, вылупляется детёныш императорского пингвина, которого Наташа назвала Морис и становится её сыном. Когда Морис вырос, он стал обладать желанием пойти по стопам своей матери против её воли и заниматься спасением всех тех, кто в беде, и в конце концов, Морис попрощавшись с матерью, отправляется в путь. Параллельно, Игорь имея при себе семя дерева, ожидает когда оно вырастет, а также заодно приобретает себе помощника — краба Сурими.
Чуть позже, «Дозор джунглей» занимается спасением слонов, которые были вынуждены служить бабуинам под их угрозой разрушить священный тотем. Команда благополучно справилась с этой миссией. Тем временем, Игорь наконец дождался, когда дерево выросло, и на нём он вместе с Сурими отправляется на остров.
Вскоре «Дозор джунглей» замечает горящее дерево и они туда прибывают, где потом встречают Игоря, который заманил их в ловушку и узнаёт от них, что Морис — сын Наташи. Игорь рассказывает о своих планах их уничтожить, а затем и «Стражей», и потом он уходит, оставив «Отряд джунглей» дожидаться того, что они погибнут от взрыва его грибов. Команде удалось спастись от взрыва, после чего они направляются к Наташе.
Игорь берёт под своё подчинение тех же бабуинов, которые из-за «Дозора джунглей» не могут заниматься бандитизмом. Игорь разработал идею подорвать пещеру, чтобы джунгли ушли под воду.
Когда «Дозор джунглей» прибыли к Наташе, она рада встрече своего сына Мориса и внука Малыша, но вскоре узнаёт от Мориса про возвращение Игоря и рассказывает сыну историю про этого коалу, что он когда-то хотел присоединиться к «Стражам», но его не приняли из-за характера, а затем и во второй раз, когда он уже умел делать взрывающиеся грибы, и с тех пор стал одержим идеей уничтожить джунгли. Сама Наташа решила вместе с Тони отыскать Голиафа и возродить «Стражей», при этом не желая вовлекать в свои дела Мориса и его «Дозор джунглей».
На следующий день, «Стражи» решили помешать планам Игоря, при этом оборвав дорогу «Дозору джунглей», разрушив мост. Когда «Стражи» находят Игоря, тот в свою очередь привёл их в свою ловушку, но команде почти удалось победить Игоря. Морис решил помочь «Стражам», катапультировав себя с сыном, но однако его вмешательство привело к тому, что Игорю удалось сбежать, и тот прихватил с собой Малыша в качестве заложника. Наташа показывает Морису, что по его вине Игорь сбежал и похитил сына, и просит «Дозор джунглей» больше не вмешаться. Сам Морис оказался разочарован и удаляется от своей команды, а от начавшегося дождя у него стали смываться полосы на теле. «Стражи» добрались до логова Игоря, но они попали в засаду и оказались пленниками Игоря.
Морис вскоре оказывается возле пруда и видит воспоминания, где он, покидая родной дом, находит Малыша ещё икринкой, из которой вылупилась рыбка и он его приютил, сделав своим сыном. В то время, Малыш сбегает из плена и прибывает на тот пруд, где до сих пор находится Морис. Морис рад возвращению сына и узнаёт что «Стражи» в плену и много животных оказались в рабстве, вынужденные выращивать грибы-бомбы для Игоря. Морис восстанавливает на своём теле жёлтые полосы и делает новый аквариум для Малыша, так как основной аквариум сына остался в логове Игоря.
Морис и Малыш возвращаются к «Дозору джунглей», которые хотели без помощи Мориса спасти «Стражей», и вместе с ними под маскировкой бабуинов проникают внутрь логова Игоря. Оказавшись там, герои освобождают «Стражей» и вместе с ними борются с бабуинами, подчиняемыми Игорем. Вскоре после поражения бабуинов Игорь активирует бомбы и исчезает, Морис поручает «Стражам» эвакуировать жителей джунглей, а он с «Дозором джунглей» отправляется помешать грибам взорваться.
Сумев спасти джунгли, «Стражи» и «Дозор джунглей» снова сталкиваются с Игорем, который заявляет, что он ни за что не остановится, но Морис катапультирует сына, а тот в свою очередь приводит в неисправность реактивный ранец коалы. Вскоре «Стражи» решили «уйти на пенсию», в то время как «Дозор джунглей» будет продолжать их дело.
Игорь оказался выброшен на тот же остров, на который его доставила Наташа в начале мультфильма. После финальных титров, Игорь решил снова посадить семя, но на этот раз у него отобрала чайка.

## Критика
Во Франции мультфильм получил смешанные отзывы. На сайте Allocine мультфильм имеет оценку 3.1 среди критиков и 3.3 среди зрителей. Французская газета «Le Canard enchaîné» охарактеризовал мультфильм как «забавный, тонизирующий, умный, эффективный», но вызывает «дискомфорт» в начале: "Парень, окруженный взрывчаткой, бежит среди терроризированного населения, бросая вокруг гранаты. Хорошо. Злодей […] — коала. Но даже несмотря на это, этот анимационный фильм Дэвида Ало относится к опасениям действительности, сравнив действия Игоря с террористическими актами, происходившими во Франции. Сесиль Мери из журнала «Télérama» описал мультфильм как «этот анимационный фильм в 3D французский, но имеет „американский стиль“, забавно показывая целый зверинец». Он добавляет, что эта «буйная комедия компенсирует картину немного гладкой волной сочувствия» и она пародирует «злобный мир супергероев и фильмов о кунг-фу».
В США мультфильм оказался провальным среди критиков. Рейтинг картины на авторитетном сайте Rotten Tomatoes составляет 41 %, основанный на 17 рецензиях со средним рейтингом 4,9 из 10. Оценка зрителей на сайте IMDB — 5 из 10, но иногда эта оценка меняется на 4,9 или 5,1. На сайте Metacritic мультфильм получил оценку 38 из 100 на основе 4 рецензий.